# 高加索雪鸡

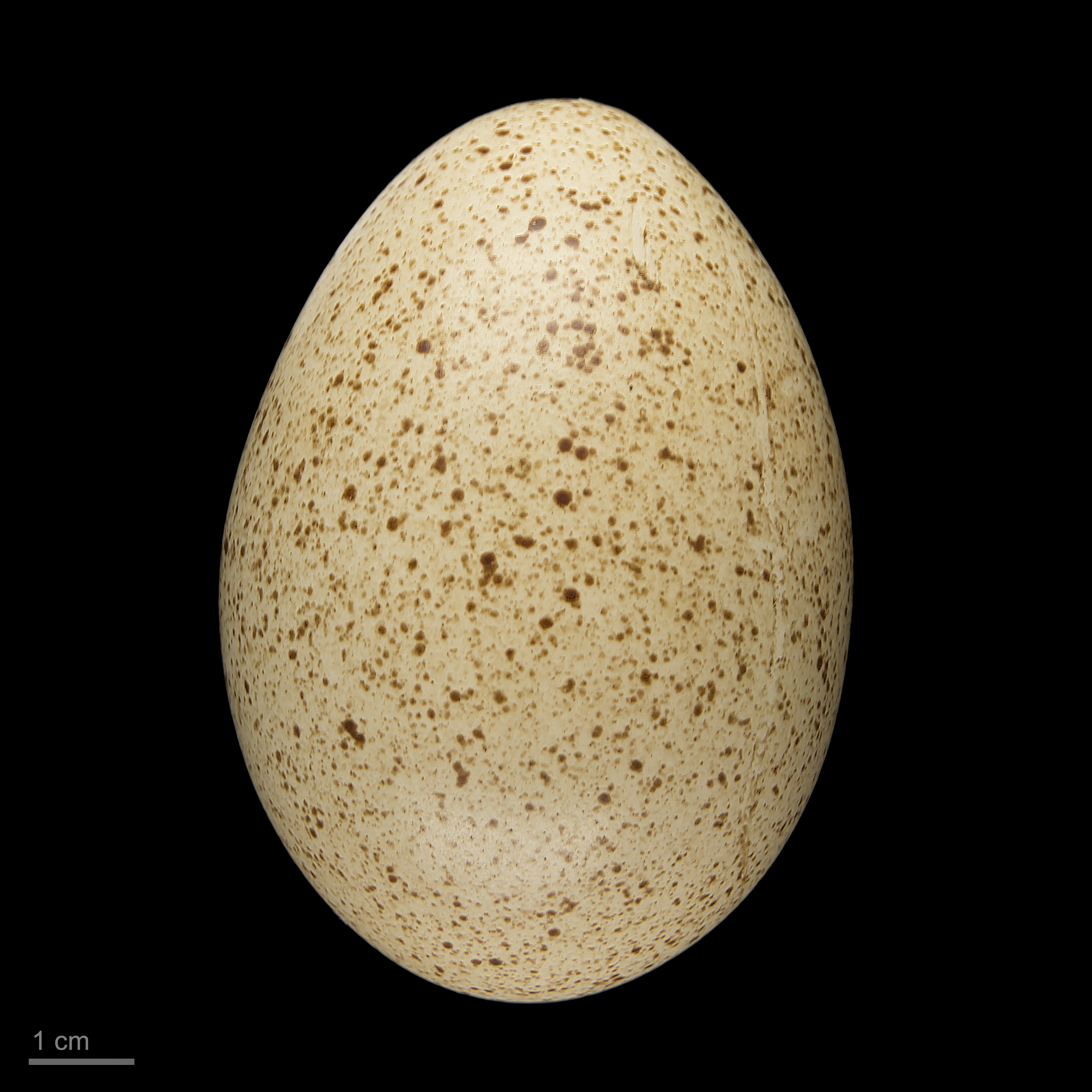
Tetraogallus caucasicus

高加索雪雞，學名Tetraogallus caucasicus，雉科雪雞屬的一種，分佈于高加索山脈，尤其是西高加索地區海拔2000-4000米的山區。它們在地面上筑巢，一次產5-6顆綠色的蛋，只有雌鳥參與孵化。非交配季節它們以小規模群居。
體長50-60釐米，羽毛的顔色包括灰色、褐色、白色和黑色，以灰色調爲主。胸部顔色較深，体側顯微紅。喉部為白色，脖子兩邊有白色斑紋。頸背為鐵銹色。